# Elezioni regionali in Campania del 2015
Le elezioni regionali italiane del 2015 in Campania si sono tenute il 31 maggio, contestualmente alle altre 6 regioni chiamate al voto: Liguria, Toscana, Umbria, Marche, Veneto e Puglia.
Esse hanno visto la vittoria di Vincenzo De Luca, sostenuto dalla coalizione di centro-sinistra, con il 41,15% che ha sconfitto Valeria Ciarambino, esponente sostenuto dal Movimento 5 Stelle, e il presidente uscente Stefano Caldoro, esponente di Forza Italia e sostenuto dalla coalizione di centro-destra.

## Sistema elettorale
Saranno 50 i consiglieri regionali (meno 10 rispetto al passato), è previsto un premio di maggioranza pari al 60% dei seggi, soglia di sbarramento al 3% per le liste collegate al candidato che non raggiunge il 10% e preferenza di genere.
Le liste collegate al candidato proclamato eletto alla carica di presidente della Giunta regionale della Campania avranno almeno il 60% dei seggi.
La regione è divisa in 5 circoscrizioni elettorali, corrispondenti al territorio delle 5 province della Campania: Avellino, Benevento, Caserta, Napoli e Salerno. Le liste provinciali sono ammesse solo se presenti con lo stesso simbolo in almeno tre circoscrizioni elettorali. Gli elettori potranno optare per il voto disgiunto, cioè votare per un candidato presidente anche se non collegato alla lista prescelta. A garanzia della rappresentanza dei territori, il sistema elettorale prevede l'elezione di almeno un consigliere regionale per ogni circoscrizione elettorale.
Il presidente della Giunta e il candidato presidente arrivato secondo hanno diritto al seggio in Consiglio, e ai fini del calcolo delle percentuali di seggi in Consiglio non è computato il seggio che, per statuto, spetta al presidente eletto. Il voto unicamente a favore di una lista si intende espresso anche al candidato presidente ad essa collegato.
Per le liste collegate al candidato vincitore o al candidato che supera il 10% delle preferenze non è prevista soglia di sbarramento e le liste concorrono all'assegnazione del premio di maggioranza; per le liste a sostegno del candidato presidente che non raggiunge il 10% la soglia di sbarramento è fissata al 3%.
È prevista la possibilità di esprimere fino a due voti di preferenza, appartenenti necessariamente alla stessa lista.
In ogni lista presentata, per quanto riguarda la rappresentanza di genere, nessuno dei due sessi può essere rappresentato in misura superiore ai due terzi dei candidati e, in caso di espressione di due preferenze da parte dell'elettore, una deve riguardare un candidato di genere maschile e l'altra un candidato di genere femminile, pena l'annullamento della seconda preferenza.

## Candidati alla presidenza
A fine 2014, Vincenzo De Luca si candida alle primarie del centro-sinistra per la scelta del candidato alla Presidenza.
Le primarie si tengono il 1º marzo 2015; con il 52% di preferenze De Luca supera l'europarlamentare del PD Andrea Cozzolino (44%) e il deputato del Partito Socialista Italiano Marco Di Lello (4%) (mentre si ritirano prima il segretario regionale dell'IDV Nello Di Nardo e l'ex capogruppo di Rifondazione Comunista e SEL alla Camera dei Deputati, poi entrato nel PD, il deputato Gennaro Migliore dato come possibile outsider o candidato unitario senza primarie), diventando così il candidato del Partito Democratico e del centro-sinistra per le elezioni regionali
I candidati alla presidenza, con le rispettive liste a sostegno nei vari cinque provincie della regione - così come depositate in Corte d'Appello alla scadenza di legge delle ore 12 del 2 maggio erano (in ordine alfabetico):
- Stefano Caldoro, esponente di Forza Italia, presidente uscente, in corsa per un secondo mandato; sostenuto da una coalizione di centrodestra composta da: Forza Italia, Fratelli d'Italia, Nuovo Centrodestra, Caldoro Presidente (lista formata da Nuovo PSI e Partito Liberale Italiano), Noi Sud, Partito Repubblicano Italiano assieme ai Popolari per l'Italia, e dalle liste elettorali "Mai più la Terra dei Fuochi" e "Vittime della Giustizia";
- Valeria Ciarambino, sostenuto dal Movimento Cinque Stelle;
- Vincenzo De Luca, ex deputato salernitano e sindaco uscente di Salerno al suo quinto mandato, è sostenuto da una coalizione di centrosinistra composta da: Partito Democratico, Unione di Centro, Partito Socialista Italiano, Federazione dei Verdi nella lista civica "Davvero Verdi", Italia dei Valori, Centro Democratico assieme a Scelta Civica, in più dalle liste civiche "Lista De Luca Presidente", "Campania Libera" e Campania in #Rete (lista composta da Alleanza per l'Italia, Nuovo CDU e Autonomia Sud). In passato è stato anche Sottosegretario di stato al Ministero delle infrastrutture e dei trasporti nel governo Letta;
- Marco Esposito, giornalista e saggista, ex assessore alle attività produttive nella giunta comunale del sindaco di Napoli Luigi de Magistris dal 2011 al 2013, sostenuto dalla lista civica "Mo! Lista Civica Campania";
- Salvatore Vozza, ex deputato ed ex sindaco di Castellammare di Stabia, sostenuto da Sinistra al Lavoro, lista elettorale che comprende: Sinistra Ecologia Libertà, Partito della Rifondazione Comunista, Partito Comunista d'Italia, Sinistra in Movimento, Partito del Sud, Green Italia e Act.

## Programmi elettorali
Il programma elettorale di De Luca prevede misure per il lavoro da incentivare, sul cambio del piano sanitario entro 100 giorni dall’insediamento, sulla burocrazia da snellire, sempre entro 100 giorni, fino agli incentivi all’istruzione con risorse da reperire tra fondi europei e bilancio regionale. Anche i problemi ambientali saranno snelliti entro 100 giorni dall’avvio della gestione De Luca, a cui seguono piani per la valorizzazione del territorio finalizzati al turismo. 100 giorni per incentivare le imprese agricole innovative ed eco sostenibili e per rimettere mano ai trasporti pubblici.
Il programma elettorale di Caldoro è ancora quello presentato nel 2010 dal candidato del centrodestra, che si contrapponeva a una gestione della regione in mano al centrosinistra da dieci anni con il governatore uscente Antonio Bassolino. Nonché la prosecuzione di quanto già fatto nei cinque anni di governo appena trascorsi.
Il programma elettorale della Ciarambino è scritto in collaborazione con gli utenti dei 5 stelle, è prevedono: taglio degli sprechi e dei costi della politica, riduzione di stipendi e vitalizi a consiglieri, giunta, dirigenti, la conversione e riorganizzazione delle strutture sanitarie, prevedendo il taglio del ticket per le prestazioni. Poi supporto al distretto agricolo, valorizzazione e promozione del territorio a fini turistici e creazione di un distretto del riciclo per smaltire il problema delle ecoballe. Incentivi alla formazione lavorativa e reddito di cittadinanza sono le misure per contrastare la disoccupazione.
Il programma elettorale di Vozza presenta delle linee guida di principio: lavoro, sostenibilità e tutela dell’ambiente.
La lista civica "Mo! Lista Civica Campania" di Marco Esposito presenta un programma elettorale sintetico, basato sulla valorizzazione del territorio, la bonifica delle zone contaminate e gli incentivi al lavoro.

## Sondaggi
Si riportano gli ultimi sondaggi realizzati che come previsto dalla legge sono stati pubblicati quindici giorni prima delle elezioni.
| Data | Azienda            | Committente         | De Luca (PD) | Caldoro (CD) | Ciarambino (M5S) | Vozza (Sin.) | Esposito (Civ.) | Indecisi Astenuti |
| ---- | ------------------ | ------------------- | ------------ | ------------ | ---------------- | ------------ | --------------- | ----------------- |
| 14/5 | Ipsos              | Corriere della Sera | 37 - 40      | 33 - 36      | 14 - 17          | 4 - 6        | 3 - 6           |                   |
| 12/5 | Euromedia Research | Rai Ballarò         | 36.2 - 40.4  | 33.4 - 37.6  | 17.7 - 21.1      | 3.9 - 5.7    | 1.4 - 2.6       | 45.0              |
| 11/5 | IPR Marketing      | Rai Porta a Porta   | 37           | 37           | 21,5             | 4            | 0,5             | 57                |
| 11/5 | Tecnè              | Rai Porta a Porta   | 36,5         | 36,5         | 20,5             | 5,5          | 1               | 56                |

## Affluenza
Il corpo elettorale per le elezioni del 31 maggio 2015 risultava composto da 4.965.599 elettori. Alla chiusura dei seggi l'affluenza definitiva si è attestata al 51,93%, in calo rispetto al 2010 del 11,04%.
| Provincia | Affluenza | Variazione |
| --------- | --------- | ---------- |
| Campania  | 51,93%    | 11,04%     |
| Avellino  | 46,59%    | 9,60%      |
| Benevento | 45,41%    | 12,68%     |
| Caserta   | 54,30%    | 16,66%     |
| Napoli    | 51,44%    | 9,73%      |
| Salerno   | 55,53%    | 10,38%     |

## Risultati elettorali
|                                                     | Vincenzo De Luca ✔️ Presidente | 987 927              | 41,15 | Partito Democratico       | 443 879   | 19,49 | 15 |  |  |
| Lista De Luca Presidente                            | Vincenzo De Luca ✔️ Presidente | 987 927              | 41,15 | 111 698                   | 4,90      | 4     |    |  |  |
| Campania Libera                                     | Vincenzo De Luca ✔️ Presidente | 987 927              | 41,15 | 108 921                   | 4,78      | 3     |    |  |  |
| Centro Democratico - Scelta Civica                  | Vincenzo De Luca ✔️ Presidente | 987 927              | 41,15 | 62 975                    | 2,77      | 2     |    |  |  |
| Unione di Centro                                    | Vincenzo De Luca ✔️ Presidente | 987 927              | 41,15 | 53 628                    | 2,35      | 2     |    |  |  |
| Partito Socialista Italiano                         | Vincenzo De Luca ✔️ Presidente | 987 927              | 41,15 | 49 643                    | 2,18      | 1     |    |  |  |
| Campania in #Rete (ApI - Nuovo CDU - Autonomia Sud) | Vincenzo De Luca ✔️ Presidente | 987 927              | 41,15 | 34 337                    | 1,51      | 1     |    |  |  |
| Davvero Ecologia & Diritti - Verdi                  | Vincenzo De Luca ✔️ Presidente | 987 927              | 41,15 | 26 401                    | 1,16      | 1     |    |  |  |
| Italia dei Valori                                   | Vincenzo De Luca ✔️ Presidente | 987 927              | 41,15 | 25 913                    | 1,14      | 1     |    |  |  |
|                                                     | Stefano Caldoro                | 921 379              | 38,38 | Forza Italia              | 405 773   | 17,82 | 7  |  |  |
| Caldoro Presidente (Nuovo PSI - PLI)                | Stefano Caldoro                | 921 379              | 38,38 | 163 468                   | 7,18      | 2     |    |  |  |
| Nuovo Centrodestra - Campania Popolare              | Stefano Caldoro                | 921 379              | 38,38 | 133 753                   | 5,87      | 1     |    |  |  |
| Fratelli d'Italia - Alleanza Nazionale              | Stefano Caldoro                | 921 379              | 38,38 | 124 543                   | 5,47      | 2     |    |  |  |
| Libertà e Autonomia - Noi Sud                       | Stefano Caldoro                | 921 379              | 38,38 | 47 367                    | 2,08      | –     |    |  |  |
| Popolari per l'Italia - PRI                         | Stefano Caldoro                | 921 379              | 38,38 | 17 475                    | 0,77      | –     |    |  |  |
| Mai più la Terra dei Fuochi                         | Stefano Caldoro                | 921 379              | 38,38 | 6 561                     | 0,29      | –     |    |  |  |
| Vittime della Giustizia                             | Stefano Caldoro                | 921 379              | 38,38 | 5 941                     | 0,26      | –     |    |  |  |
| Seggio di coalizione                                | Seggio di coalizione           | Seggio di coalizione | 38,38 | 1                         |           |       |    |  |  |
|                                                     | Valeria Ciarambino             | 420 839              | 17,53 | Movimento 5 Stelle        | 387 546   | 17,02 | 7  |  |  |
|                                                     | Salvatore Vozza                | 52 777               | 2,20  | Sinistra al Lavoro        | 53 000    | 2,33  | –  |  |  |
|                                                     | Marco Esposito                 | 17 860               | 0,74  | Mo! Lista Civica Campania | 14 332    | 0,63  | –  |  |  |
| Totale                                              | Totale                         | 2 400 782            | 100   |                           | 2 277 460 | 100   | 50 |  |  |
|                                                     |                                |                      |       |                           |           |       |    |  |  |
| Schede bianche                                      | Schede bianche                 | 70 913               | 2,75  |                           |           |       |    |  |  |
| Schede nulle                                        | Schede nulle                   | 107 072              | 4,15  |                           |           |       |    |  |  |
| Votanti                                             | Votanti                        | 2 578 767            | 51,93 |                           |           |       |    |  |  |
| Elettori                                            | Elettori                       | 4 965 599            |       |                           |           |       |    |  |  |
|                                                     |                                |                      |       |                           |           |       |    |  |  |
| Fonte: Ministero dell'interno                       |                                |                      |       |                           |           |       |    |  |  |

## Consiglieri eletti
| Lista                                  | |                                                               | Circoscrizioni                                      |                           |                                   |
|                                        | Napoli | Salerno                                                       | Caserta                                             | Avellino                  | Benevento                         |
| -------------------------------------- | --- | ------------------------------------------------------------- | --------------------------------------------------- | ------------------------- | --------------------------------- |
| Partito Democratico                    | Mario Casillo (31.307) Raffaele "Lello" Topo (20.556) Gianluca Daniele (16.821) Vincenza "Enza" Amato (15.180) Carmela "Bruna" Fiola (13.605) Antonio Marciano (13.162) Nicola Marrazzo (12.525) Loredana Raia (10.924) Giovanni Chianese (10.415) | Francesco "Franco" Picarone (17.125) Tommaso Amabile (16.513) | Gennaro Oliviero (16.341) Stefano Graziano (14.810) | Rosa D'Amelio (10.751)    | Erasmo "Mino" Mortaruolo (14.996) |
| Forza Italia                           | Armando Cesaro (27.937) Michele Schiano Di Visconti (21.550) Maria Grazia Di Scala (17.462) Ermanno Russo (16.322) Flora Beneduce (14.373) | Monica in Aliberti Paolino (13.285)                           | Gianpiero Zinzi (21.781)                            |                           |                                   |
| Movimento 5 Stelle                     | Valeria Ciarambino (34.398) Luigi Cirillo (5.753) Gennaro Saiello (3.909) Maria "Marì" Muscarà (3.839) Luigia Embrice (3.455) | Michele Cammarano (8.422)                                     | Vincenzo Viglione (5.860)                           |                           |                                   |
| Caldoro Presidente                     | Carmine Mocerino (10.731) |                                                               | Massimo Grimaldi (10.386)                           |                           |                                   |
| Nuovo Centrodestra - Campania Popolare | Pasquale Sommese (21.680) |                                                               |                                                     |                           |                                   |
| Fratelli d'Italia - Alleanza Nazionale | Luciano Passariello (8.363) | Alberico Gambino (10.585)                                     |                                                     |                           |                                   |
| Lista De Luca Presidente               | Carmine "Pasquale" De Pascale (2.394) Alfonso Longobardi (1.669) | Luca Cascone (9.812)                                          |                                                     | Carlo Iannace (8.605)     |                                   |
| Campania Libera                        | Tommaso Casillo (7.972) | Aniello "Nello" Fiore (10.935)                                | Luigi Bosco (7.679)                                 |                           |                                   |
| Centro Democratico - Scelta Civica     | |                                                               | Giovanni Zannini (2.686)                            | Vincenzo Alaia (5.712)    |                                   |
| Unione di Centro                       | | Maria Ricchiuti (4.074)                                       |                                                     | Maurizio Petracca (7.497) |                                   |
| Partito Socialista Italiano            | | Vincenzo "Enzo" Maraio (7.389)                                |                                                     |                           |                                   |
| Campania in #Rete                      | |                                                               | Alfonso Piscitelli (3.892)                          |                           |                                   |
| Davvero Verdi                          | Francesco Emilio Borrelli (2.233) |                                                               |                                                     |                           |                                   |
| Italia dei Valori                      | Francesco Moxedano (4.413) |                                                               |                                                     |                           |                                   |